# Iliff
Iliff est une ville américaine située dans le comté de Logan dans le Colorado.
La ville est nommée en l'honneur de John Wesley Iliff (en), propriétaire de ranchs.

## Démographie
| 1920 | 1930 | 1940 | 1950 | 1960 | 1970 |
| ---- | ---- | ---- | ---- | ---- | ---- |
| 238  | 266  | 322  | 235  | 204  | 193  |

| 1980 | 1990 | 2000 | 2010 | - | - |
| ---- | ---- | ---- | ---- | - | - |
| 218  | 174  | 213  | 266  | - | - |

Selon le recensement de 2010, Iliff compte 266 habitants. La municipalité s'étend sur 0,25 milles carrés (0,65 km2).